# بابلو سيزار لوبيز
بابلو سيزار لوبيز (بالإسبانية: Pablo César López) (7 يناير 1998 بمدينة كيريتارو في المكسيك - ) هو لاعب كرة قدم مكسيكي في مركز الوسط.

## وصلات خارجية
- بابلو سيزار لوبيز على موقع قاعدة بيانات كرة القدم.إي يو (الإنجليزية)
- بابلو سيزار لوبيز على موقع Soccerway.com (الإنجليزية)
- بابلو سيزار لوبيز على موقع AS.com (الإسبانية)